# L'era legale
L'era legale è un film del 2011 diretto da Enrico Caria.
Nel film si assistono ad interviste a personaggi famosi come: Bill Emmott, Giancarlo De Cataldo, Pietro Grasso, Gaetano Grasso, Carlo Lucarelli e Marcelle Padovani.

## Trama
Nicolino Amore, nato e cresciuto nei quartieri spagnoli. Ha sempre pensato e ai propri interessi mentre la città è in mano alla camorra. Successivamente, decide di combattere la malavita, dopo esser diventato il nuovo sindaco di Napoli nel 2020 legalizzando la droga. Come conseguenza, in poco tempo, Napoli diventa una delle città più efficienti al mondo.